# Werdoyo (Godong)
Werdoyo is een bestuurslaag in het regentschap Grobogan van de provincie Midden-Java, Indonesië. Werdoyo telt 1919 inwoners (volkstelling 2010).